# Biogenes
Biogenes (av bio- "liv" och gr. genes "frambringande"), produktion av nya levande organismer. Lagen om biogenes, tillerkänd Louis Pasteur, är observationen att alla levande ting uppkommer endast genom fortplantning av andra levande varelser.